# 昌平坂学問所
昌平坂学問所（しょうへいざかがくもんじょ）は、1790年（寛政2年）、神田湯島に設立された江戸幕府直轄の教学機関・施設。正式の名称は「学問所」であり「昌平黌」（しょうへいこう）とも称される。

## 沿革

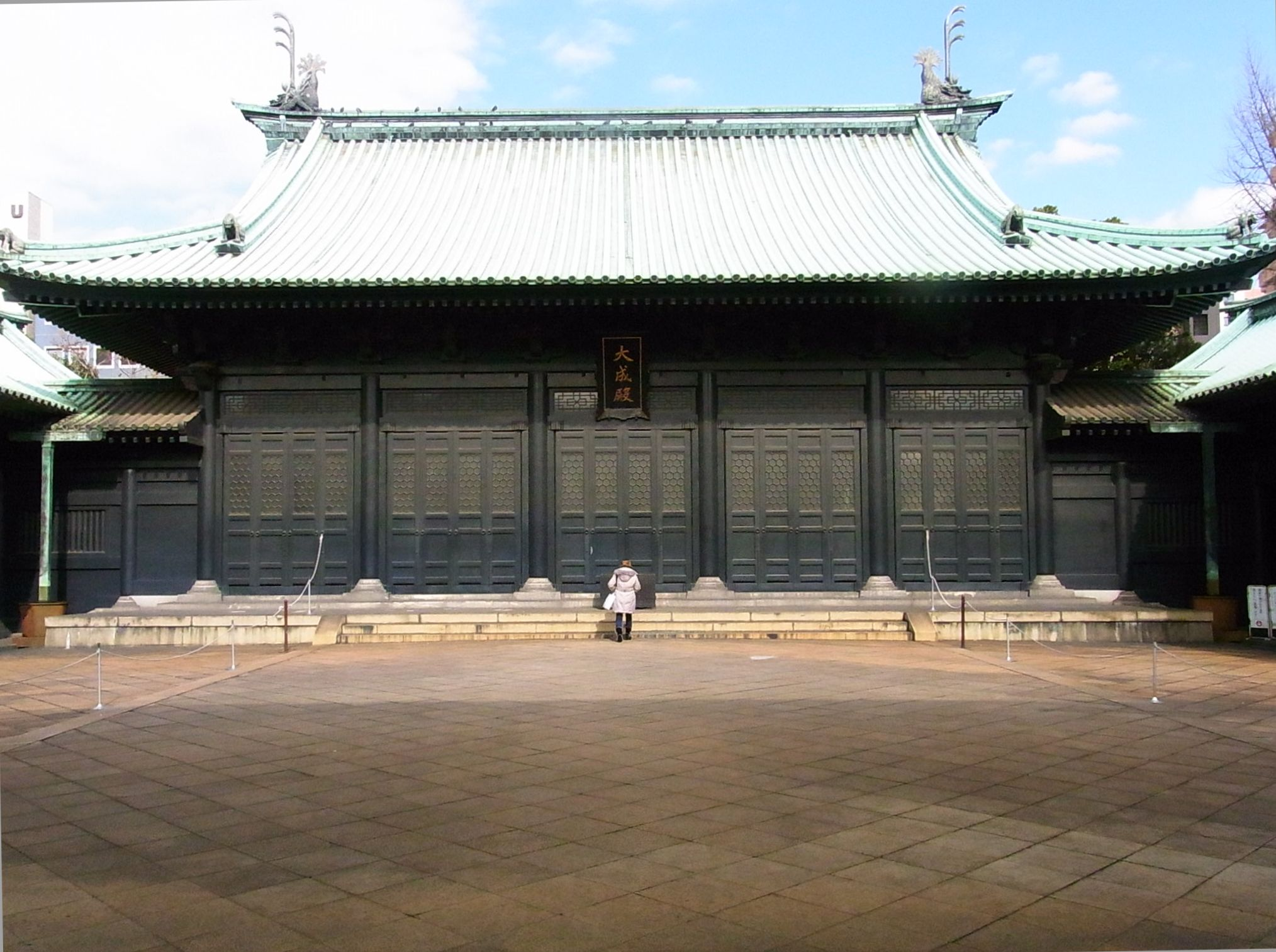
湯島聖堂の「大成殿」（孔子廟）（2010年2月3日撮影）

### 林家の家塾として
1605年（慶長10年）に林羅山が将軍徳川家康に僧形の学者として出仕した後、1630年（寛永7年）に将軍徳川家光が林家に上野忍岡の五千余坪の土地と二百両を与えて書院と学寮が建てられ、林家の家塾としたのを起源とする。
1632年（寛永9年）に尾張徳川家の徳川義直が同地内に聖廟を建立して「先聖堂」の扁額を与え、「先聖殿」と称した。1663年（寛文3年）には将軍徳川家綱が林家二代の林鵞峰に「弘文院学士」の号を与えたことから林家塾は「弘文館」（弘文院とも）と称された。1690年（元禄3年）に将軍徳川綱吉が神田湯島に六千坪の土地を与えて聖廟を建てて林家塾を移した。綱吉が親書による「大成殿」の扁額を与えたことから、講堂は先聖殿から大成殿に改称された。大成殿及び附属の建物を総称して「聖堂」とし、地名を取って「湯島聖堂」と称され、同地は孔子の生地である「昌平郷」にちなんで「昌平坂」と命名されたため「昌平坂聖堂」とも称された。1691年（元禄4年）、綱吉は林家三代の林信篤（鳳岡）に蓄髪（還俗）を命じ、従五位下に叙して大学頭（唐名は祭酒）の官職に任じた。以後、大学頭の官職は代々林家が世襲して任じられ、聖堂の長の役割も担った。

### 学問所の設立
1790年（寛政2年）、いわゆる「寛政異学の禁」により幕府の教学政策として朱子学が奨励された。その一環として、聖堂を林家の家塾とする従来の位置づけを改めることとし、1797年（寛政9年）までに「聖堂学規」や職制の制定など制度上の整備を進め、幕府の直轄機関「昌平坂学問所」（昌平黌）を設置した。
1792年（寛政4年）9月に湯島聖堂の仰高門内に講舎が落成すると、旗本や家人を問わず幕臣とその子弟の学問吟味を行うこととされた。
1817年（文化14年）には学問奨励のため17歳から19歳までの者に対して毎年素読吟味を行うこととされた。昌平坂学問所の教師は林門に限られていたが、やがて林門以外の儒者による講義も行われるようになった。外部から招聘された者に寛政の三博士と呼ばれた岡田寒泉、柴野栗山、尾藤二洲や古賀精里がいる。また、聴講入門も幕臣に限られなくなり、陪臣・浪人・町人にも許可された。

### 出版事業（官版）
「昌平坂学問所」は、教育機関であると同時に、幕府の出版事業の拠点でもあった。1799年（寛政11年）から1867年（慶応3年）までの間に、約200書目の漢籍を「官版（官板）」として出版した。これらの出版の主な目的は、学問所や幕府直轄地に設けられた教授所において、朱子学を教えるための正規の教科書や参考書を提供することにあった。出版費用は、毎年春秋に行われる孔子祭典の際に諸大名から寄せられる寄付金で賄われた。製作された板木は、学問所内の「官板蔵」に保管された。願い出があれば市中の書肆（書店）にも貸し出され、民間での印刷・販売も許可されたが、その際には幕府刊行の証である「官板」の標記は禁じられた。

### 維新期の「昌平学校」
昌平黌は幕末期においては洋学の開成所、医学（西洋医学）の医学所と並び称される規模の教学機関であったが、維新期の混乱に際して一時閉鎖、その後新政府に接収され1868年8月17日（慶応4年6月29日）には官立の「昌平学校」として再出発した。しかしこの昌平学校は従来のような儒学・漢学中心の教育機関でなく、皇学（国学・神道）を上位に置き儒学を従とする機関として位置づけられていたため、旧皇学所出身の国学教官と昌平黌以来の儒学派との対立がくすぶり、特に昌平学校が、高等教育および学校行政を担当する「大学校」（のち「大学」）の中枢として位置づけられて以降、儒学派・国学派の主導権争いはますます激化したため、「大学本校」と改称されていた昌平学校は1870年8月8日（明治3年7月12日）当分休校となり、そのまま廃止された。このため、幕府の開成所・医学所の流れをくむ東京開成学校・東京医学校が東京大学の直接の前身となったのと異なり、昌平黌以来の漢学の系統は、東京大学の発足に際し（「源流」としての位置づけはなされているものの）間接的・限定的な影響力しか持ち得なかったのである。
なお、敷地内には世界最大とされる孔子像が安置されている。この像は1975年（昭和50年）に中華民国（台湾）新北市五股区を拠点とするライオンズクラブ「台北市城中獅子會（Taipei Cheng Chung Lions Club）」から寄贈されたもので、高さ4.57メートル、重量約1.5トンである。

## 廃止後の経緯

### 湯島界隈での学校開設
昌平学校廃止後、学制公布以前に維新政府は小学→中学→大学の規則を公示し、そのモデルとして1870年（明治3年）、太政官布告により東京府中学がこの地を仮校舎として設置された。また、湯島聖堂の構内の界隈において、文部省、国立博物館の他、東京師範学校（のちの東京高等師範学校）と東京女子師範学校（のちの東京女子高等師範学校）等が置かれた。
後に文部省は霞ヶ関、国立博物館は上野、東京師範学校・東京女子師範学校およびそれぞれの附属学校は文京区大塚にそれぞれ移転した。東京師範の後身である東京高師は、新制東京教育大への移行を経て茨城県つくば市に移転し筑波大学に改編され現在に至っている（但し、附属学校等は大塚に止まっている）。東京女子師範の後身である東京女高師が新制のお茶の水女子大学移行に際して「お茶の水」を校名に用いたのは、湯島聖堂（旧昌平黌）構内界隈、現在のお茶の水橋界隈に所在していたことに由来する。
このように、幕末維新期に至るまでの学問所の存在以降、中央大学、明治大学、日本大学、専修大学等の旧法律学校を中心とする神田学生街や神田古書店街の現在の発展へとつながったが、敷地としての学問所跡地は、そのほとんどが東京科学大学湯島キャンパスとなっている。

### 東京大学への接続
前述のように、昌平黌は維新政府に引き継がれ「昌平学校」と改称された後、1871年（明治4年）に閉鎖されたが、教育・研究機関としての昌平坂学問所は、幕府天文方の流れを汲む開成所、種痘所の流れを汲む医学所と併せて、後の東京大学へ連なる系譜上に載せることができる。

### 官版板木の行方
明治維新の際、学問所には約125書目、17,125枚の官版板木が残されていた。これらの貴重な文化財は、その後複雑な運命をたどることになる。残存板木のうち約6,600枚は明治政府の管理下に置かれたが、所管が文部省、内務省、内閣文庫などと変遷する中で、二度の火災により全て焼失した。
1. 1875年（明治8年）の火災：浅草文庫から内務省へ一部移送された板木（約911枚）が、内務省の火災で焼失した[8]。
2. 1923年（大正12年）の関東大震災：内閣文庫から東京帝国大学へ移管され、文部省の倉庫に保管されていた板木（5,689枚）が、震災による火災で焼失した[8]。

残りの約1万枚の板木は、維新直後の混乱期（1870年 - 1871年頃と推定）に民間に払い下げられたが、いつ、どの省庁が、誰に払い下げたかを示す明確な資料は現存していない。これらの板木は、主に以下の3つの経路をたどったとみられている 。
1. 中国への流出：外交官であった楊守敬が、学問所の旧蔵版木の一部を購入し、中国へ持ち帰った。これには官版の『広韻』、『集韻』、『八史経籍志』などが含まれていたことが確認されている[10]。
2. 散逸：約3,000枚は散逸し、行方不明となった[9]
3. 『昌平叢書』としての再生と現存：残りの約6,500枚余りは、学者・官僚であった島田蕃根が、これ以上の国外流出を防ぐために私財を投じて購入した。その後、島田は資金難に陥り、実業家で元日本銀行総裁の富田鐵之助がこれを買い取った。富田はこの板木を20年近く保管した後、1909年（明治42年）に『昌平叢書』として65書目を出版した。この貴重な板木は、後に京都帝国大学（現・京都大学）に寄贈され、同大学附属図書館に現存している[注釈 6][9]。